# Français libre
Les Français libres sont les personnes de toutes nationalités qui ont répondu à l'appel du 18 juin 1940 du général de Gaulle et se sont engagées dans la France libre pour servir dans les Forces françaises libres (FFL), ou dans les réseaux de résistance, organismes civils et comités de soutien, avant le 1er août 1943. Depuis Londres, le général de Gaulle est reconnu par Winston Churchill chef des Français libres le 27 juin 1940.
Ils sont aussi appelés Free French (en anglais) ou traités de gaullistes ou encore de dissidents voire de rebelles.

## Nationalité
Les Français libres appartiennent à des nationalités diverses : citoyens ou sujets français, étrangers.
Le 23 juillet 1940, le régime de Vichy de Pétain a adopté une loi privant de la nationalité les Français qui ont quitté la France métropolitaine entre le 10 mai et le 30 juin 1940. Charles de Gaulle, Georges Catroux, Paul Legentilhomme, Edgard de Larminat et Pierre-Olivier Lapie ont été ainsi déchus de la nationalité française le 8 décembre 1940, René Cassin le 4 mai 1941,,,,, Albert Ledoux le 16 juin 1941. Toutefois, les autorités britanniques les ont assurés de leur protection diplomatique et consulaire, au même titre que les sujets britanniques, en attendant que soit réglée la question de leur nationalité.

## Signes distinctifs
Le 31 juillet 1943 a lieu la fusion des Forces françaises libres (FFL) avec l'armée d'Afrique mais un décret du 22 octobre 1943 autorise les ex-FFL à continuer à porter leur insigne,. On reconnaît donc les Français libres parmi les militaires de l'Armée de la libération, aux croix de Lorraine arborées par les marins et celles plus discrètes des aviateurs, et au glaive ailé des anciens FFL. Après guerre, le général de Gaulle arborait toujours l'insigne des FFL à droite de son uniforme et celui des FNFL à gauche.

## Reconnaissance et décorations

Ruban de la médaille commémorative des services volontaires dans la France libre.

Les Français libres ont fait partie de la Résistance française extérieure ou intérieure et les membres des Forces françaises libres (FFL) ou des Forces françaises combattantes (FFC) et ils ont droit à la carte de combattant volontaire de la résistance.
Les compagnons de la Libération sont principalement des Français libres et la médaille commémorative des services volontaires dans la France libre a été décernée à toutes les personnes reconnues comme Français libre pour avoir souscrit un engagement dans les FFL entre le 18 juin 1940 et le 1er août 1943, ou pour avoir servi dans des territoires ayant rallié la cause des FFL.